# Inés Weinberg de Roca
Inés Weinberg de Roca (Buenos Aires, 16 december 1948)  is een Argentijns rechtsgeleerde. Na een loopbaan in de advocatuur was ze als rechter verbonden aan verschillende rechtbanken in Buenos Aires. Verder diende ze als rechter van het Rwanda-tribunaal en het Joegoslavië-tribunaal. Tegenwoordig is ze opnieuw rechter voor het gerechtshof van Buenos Aires en het Appeals Tribunal van de Verenigde Naties, en is ze hoogleraar internationaal privaatrecht.

## Levensloop
Weinberg de Roca studeerde tot 1971 rechten aan de Universiteit van Buenos Aires, vervolgens aan de Universiteit van La Plata en daarna aan het Max Planck-instituut. Aan La Plata behaalde ze in 1972 haar titel van Doctor Juris. Ze spreekt Spaans, Engels, Frans en Duits.
Ze begon haar loopbaan in de advocatuur en werd in 1993 benoemd tot federaal rechter voor burgerlijk rechtelijke zaken in Buenos Aires. Hier diende ze tot ze in 2000 werd benoemd tot bestuursrechter van het Hof van Beroep. Daarnaast was ze van 2000 tot 2003 juridisch adviseur voor het Ministerie van Buitenlandse Zaken op het gebied van internationaal recht en vertegenwoordigde ze haar land tijdens de conferenties van het internationaal instituut voor de unificatie van burgerlijk recht (UNIDROIT).
Van januari 2003 tot 2008 was ze rechter van het Rwanda-tribunaal en van juni 2003 tot 2005 was ze daarnaast rechter voor de gezamenlijke beroepskamer van dit en het Joegoslavië-tribunaal.
Sinds de oprichting in juli 2009 is ze rechter van het Appeals Tribunal van de Verenigde Naties (het beroepshof van het UN Dispute Tribunal). Daarnaast was ze het eerste jaar ook vicepresident van het hof. Daarnaast werd ze van 2009 tot 2013 opnieuw bestuursrechter van het Hof van Beroep in Buenos Aires en aansluitend rechter van het gerechtshof in de stad.
Naast haar loopbaan als rechter, is Weinberg de Roca hoogleraar internationaal privaatrecht aan de Universiteit van Buenos Aires en directeur van het Duits-Argentijns Centrum van deze universiteit. Verder is ze hoogleraar aan de Argentijnse Bedrijfskundige Universiteit (Universidad Argentina de la Empresa) en gasthoogleraar aan verschillende andere universiteiten. Ze publiceerde verschillende boeken en meer dan zeventig artikelen over juridische onderwerpen.